# Blaine (Maine)
Blaine és una població dels Estats Units a l'estat de Maine (EUA). Segons el cens del 2000 tenia 806 habitants.

## Demografia
Segons el cens del 2000, Blaine tenia 806 habitants, 313 habitatges, i 234 famílies. La densitat de població era de 16,8 habitants per km².
Dels 313 habitatges en un 34,8% hi vivien nens de menys de 18 anys, en un 64,2% hi vivien parelles casades, en un 7% dones solteres, i en un 25,2% no eren unitats familiars. En el 20,4% dels habitatges hi vivien persones soles el 9,3% de les quals corresponia a persones de 65 anys o més que vivien soles. El nombre mitjà de persones vivint en cada habitatge era de 2,58 i el nombre mitjà de persones que vivien en cada família era de 3.
Per edats la població es repartia de la següent manera: un 27,5% tenia menys de 18 anys, un 4,5% entre 18 i 24, un 29,4% entre 25 i 44, un 24,3% de 45 a 60 i un 14,3% 65 anys o més.
L'edat mediana era de 37 anys. Per cada 100 dones de 18 o més anys hi havia 94 homes.
La renda mediana per habitatge era de 28.693 $ i la renda mediana per família de 33.056 $. Els homes tenien una renda mediana de 25.333 $ mentre que les dones 20.078 $. La renda per capita de la població era de 12.980 $. Entorn del 7,5% de les famílies i el 10,4% de la població estaven per davall del llindar de pobresa.